# Ketogen Diæt
En Ketogen Diæt eller Keto Diæt, er en særlig kostplan der tvinger kroppen ind i en tilstand kaldet ketogenese - også kaldet ketose. Kosten skal da bestå af et højt fedtindhold, moderat proteinindhold og lavt kulhydratindhold. En klassisk udgave af diæten består energimæssigt af ca 75% fedt 20% protein og 5% kulhydrat. Ved sådan en energifordeling tømmes kroppens sukkerdepoter/kulhydratdepoter - videnskabeligt kaldet glykogendepoter, i leveren. Dette medfører at kroppen slår over i at bruge fedt som primær energikilde, i stedet for kulhydrater. I sådan en tilstand, producerer leveren en række stoffer, populærvidenskabeligt kaldet ketoner - deraf navnet "Ketogen Diæt" der kommer af ordet "ketogenese" der betyder "at skabe ketoner".
Diæten bruges medicinsk til behandling af behandlingsresistent epilepsi. Desuden bruges den Ketogene Diæt af enkelte læger som en slags off-label behandling af psykiske lidelser
Desuden bruger et antal folk diæten til vægttab, idet mange tilsyneladende oplever at diæten har en særlig 'mæthedsfremmende' effekt, selvom der ikke foreligger solid evidens for dette eller for at diæten kan ændre kroppens vægt uafhængigt af energibalancen/kaloriebalancen.
Endelig anvender en del diabetikere ketogen kost for at undgå at få højt blodsukker.